# L'Anse-Pleureuse
L'Anse-Pleureuse est un village compris dans le territoire de la municipalité de Saint-Maxime-du-Mont-Louis en Haute-Gaspésie au Québec (Canada).

## Toponymie
Le toponyme de ce village remontant au moins jusqu'en 1837 est issu d'une légende où les premiers colons auraient entendus des pleurs qu'ils ont cru venir de fantômes. Il est cru que ces pleurs seraient en fait créés par l'effet du vent sur les branches des arbres.

## Histoire

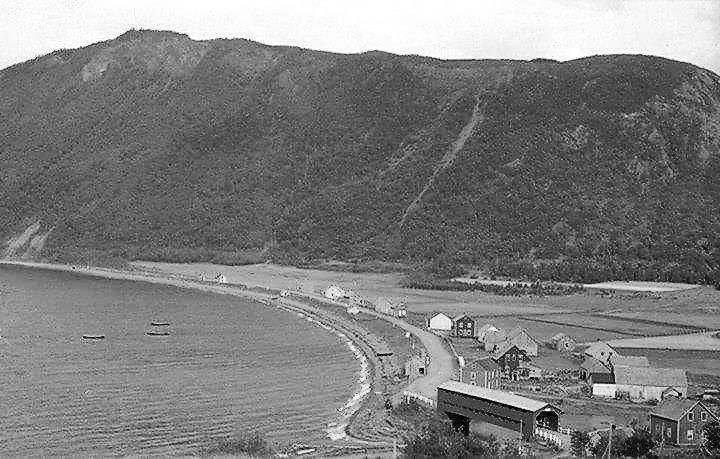
Photographie de L'Anse-Pleureuse en 1946. On peut apercevoir le pont couvert qui a été construit en 1928 et démoli en 1953.

En 1875, Louis Lemieux construisit un moulin à farine à L'Anse-Pleureuse.
En 1943, après les incursions des sous-marins allemands dans le fleuve Saint-Laurent, les Forces armées canadiennes décidèrent d'installer des postes de détection le long de la côte entre Cap-Chat et Cap-des-Rosiers. Chaque poste était occupé par une dizaine de soldats. L'abbé Zénon Desrosiers, curé de Mont-Louis, refusa que des soldats s'installent dans son village. Ainsi, les Forces armées canadiennes installèrent un poste de détection et un campement militaire à L'Anse-Pleureuse.

## Attrait
L'ancienne localité compte quelques points d'intérêt touristiques dont le moulin à farine de l'Anse Pleureuse et le lac de l'Anse-Pleureuse.

### Source en ligne
- Commission de toponymie du Québec